# Buddleja loricata
Buddleja loricata är en flenörtsväxtart som beskrevs av Leeuwenberg. Buddleja loricata ingår i släktet buddlejor, och familjen flenörtsväxter. Inga underarter finns listade i Catalogue of Life.

## Bildgalleri

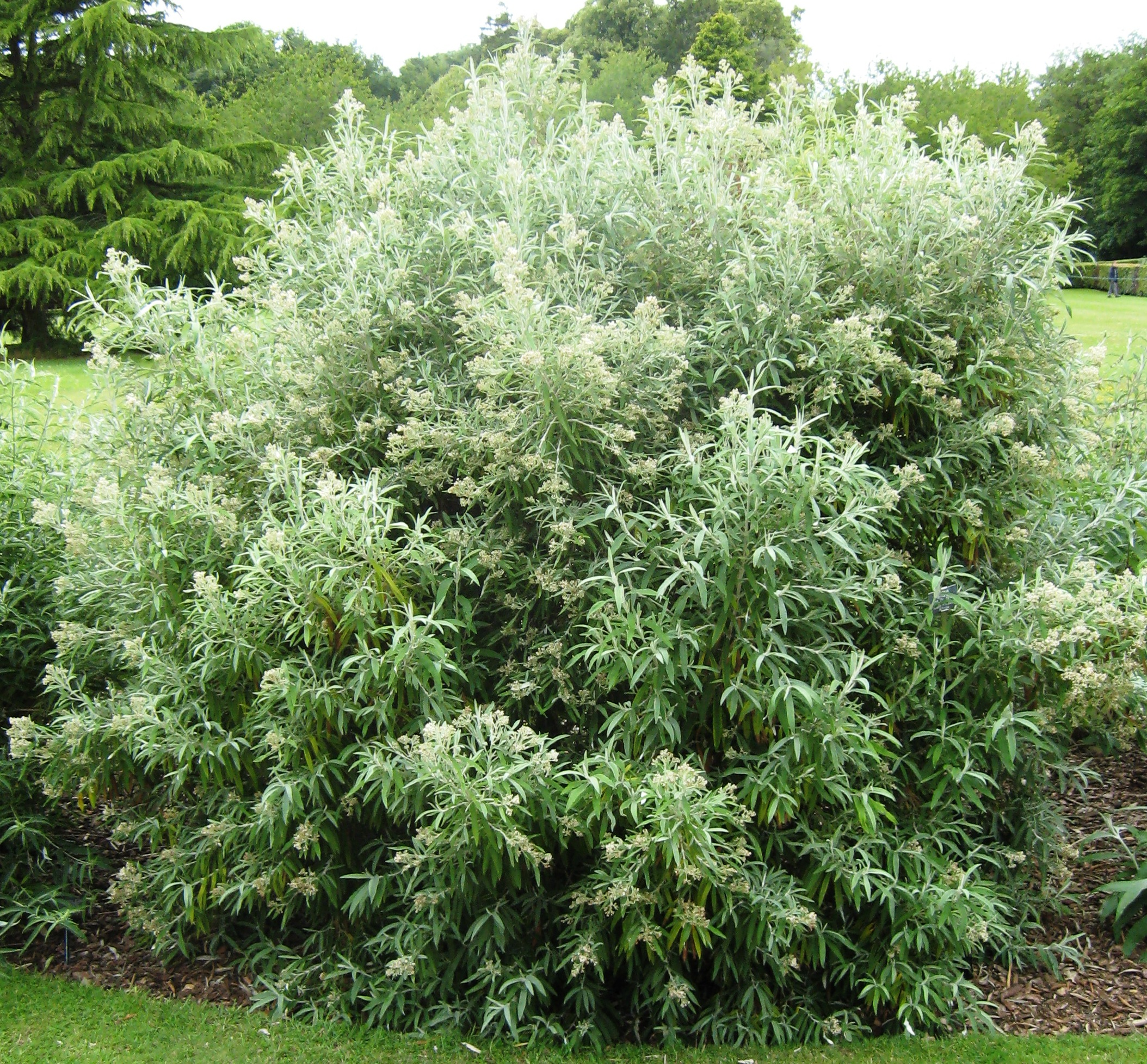